# Нуррейса
Ну́ррейса (норв. Nordreisa) — коммуна в губернии Тромс в Норвегии. Административный центр коммуны — город Сторслетт. Официальный язык коммуны — букмол. Население коммуны на 2007 год составляло 4665 чел. Площадь коммуны Нуррейса — 3437,64 км², код-идентификатор — 1942.

## История населения коммуны
Население коммуны за последние 60 лет.